# Frank Buckles
Frank Woodruff Buckles (* 1. Februar 1901 in Bethany, Missouri; † 27. Februar 2011 in Charles Town, West Virginia) war der letzte lebende US-amerikanische Teilnehmer des Ersten Weltkrieges. Zum Zeitpunkt seines Todes war Buckles der weltweit älteste lebende, gesicherte Veteran des Ersten Weltkriegs.

## Leben
Frank Buckles wurde geboren als Sohn von  James Clark Buckles (1857–1952) und Theresa Jane Keown Buckles (1859–1936).
Er ließ sich zu Anfang der amerikanischen Beteiligung am Ersten Weltkrieg im April 1917 für die United States Army anwerben. Da er damals erst 16 Jahre alt war, gelang ihm dies nur dadurch, dass er sich für älter ausgab. Nachdem er anfänglich mit der Behauptung, 18 Jahre alt zu sein, nicht durchkam, gelang es ihm schließlich bei einem anderen Anwerber, indem er sich sogar für 21-jährig ausgab. Er hatte sich zuvor beim United States Marine Corps beworben, wo er aufgrund seines geringen Gewichts abgelehnt wurde. 1917 wurde Buckles auf der Carpathia nach Europa geschickt. Während des Krieges fuhr Buckles Rettungswagen und Motorräder für das 1st Fort Riley Casual Detachment der Army in England und Frankreich. Nach dem Waffenstillstand von 1918 eskortierte Buckles Kriegsgefangene zurück nach Deutschland. Nach seiner Entlassung 1919 nahm er an der Einweihungsfeier des Liberty Memorial in Kansas City teil.
In den 1940er Jahren arbeitete Buckles für eine Schifffahrtsgesellschaft in Manila auf den Philippinen. Er geriet 1942 in japanische Gefangenschaft und verbrachte die nächsten dreieinhalb Jahre im Internierungslager von Los Baños. Buckles war unterernährt und litt unter Beriberi, leitete aber trotzdem seine Mitgefangenen bei Gymnastikübungen an. Er wurde am 23. Februar 1945 befreit.
1953 heiratete Buckles und erwarb die historische Gap View Farm in Charles Town, West Virginia, wo er bis zu seinem Tode lebte. Seine Ehefrau Audrey Mayo Buckles verstarb 1999, worauf die Tochter des Paars auf die Farm zurückkehrte, um für ihren Vater zu sorgen. Mit dem Tod des 108-jährigen Harry Richard Landis am 4. Februar 2008 wurde Buckles zum letzten überlebenden US-amerikanischen Veteranen des Ersten Weltkriegs. Er verstarb am 27. Februar 2011 in Charles Town, West Virginia im Alter von 110 Jahren und 26 Tagen.

## Ämter und Ehrungen

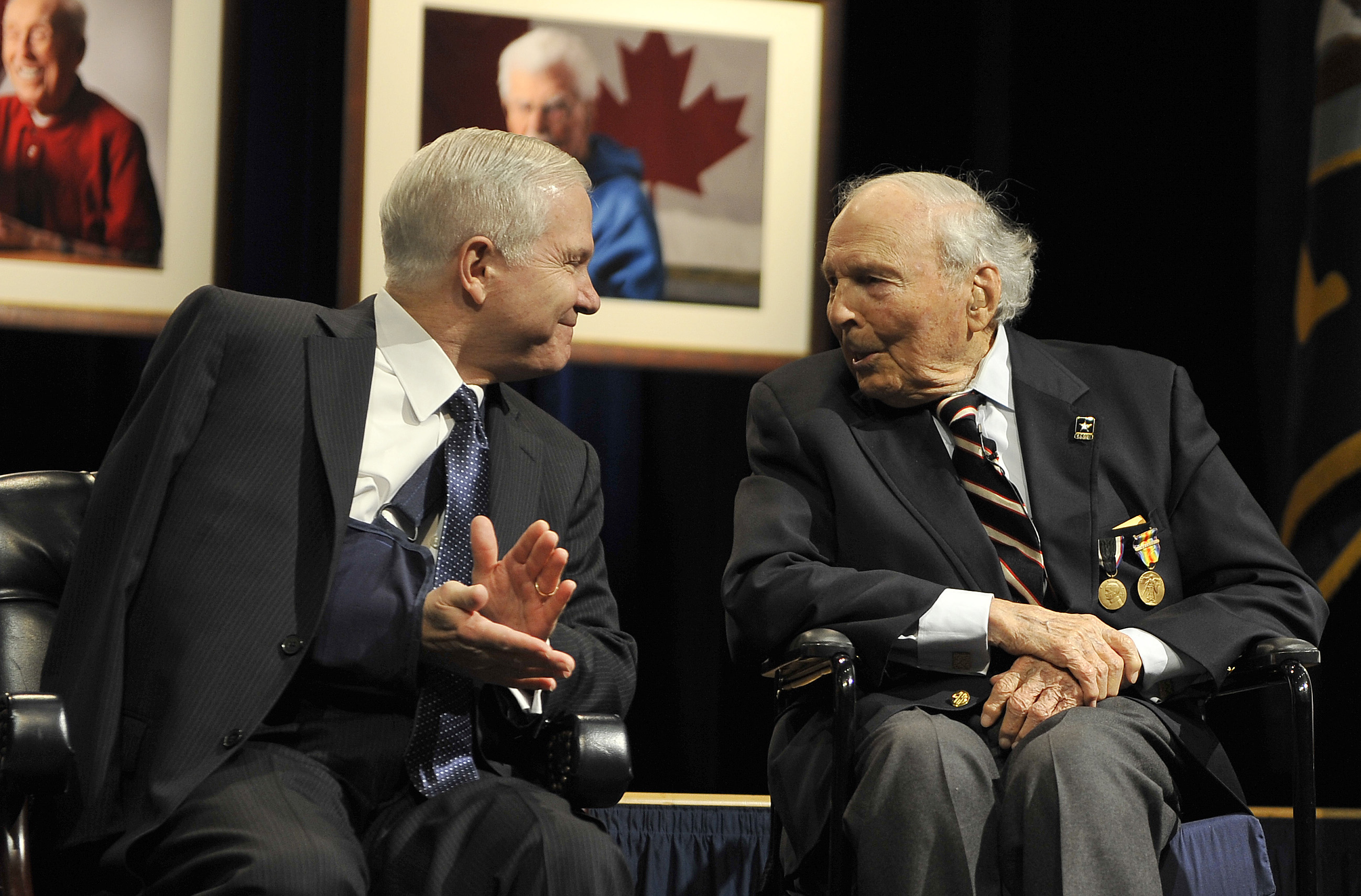
Buckles mit Verteidigungsminister Robert Gates 2008

Buckles war Ehrenvorsitzender der World War I Memorial Foundation, die sich für die Erneuerung des District of Columbia War Memorial einsetzt. Er war Träger der World War I Victory Medal und der Army of Occupation of Germany Medal. Der damalige französische Präsident Jacques Chirac zeichnete Buckles 2003 als Ritter der Ehrenlegion aus. 2008 erhielt er die goldene Verdienstmedaille der Veterans of Foreign Wars. 2008 wurde auch ein Fotoporträt Buckles' für das National World War I Museum in Kansas City angefertigt. Am 24. September 2008 wurde Buckles zum Knight Commander of the Court of Honour (KCCH) des Schottischen Ritus der Freimaurerei ernannt.
Die Library of Congress nahm Buckles in ihr Veterans History Project auf und stellt Audio-, Video- und Bilddateien zu Buckles' Erfahrungen in beiden Weltkriegen zur Verfügung, einschließlich eines 148 Minuten langen Videointerviews.
Am 6. März 2008 traf Buckles den damaligen amerikanischen Präsidenten George W. Bush im Weißen Haus. Gleichentags nahm er an der Eröffnung einer Ausstellung im Pentagon teil, die Fotografien neun überlebender Veteranen des Ersten Weltkriegs zeigte, die vom Historiker und Fotografen David DeJonge aufgenommen wurden. Buckles war der letzte Überlebende dieser Gruppe.
Durch die Vermittlung des Unternehmers und Politikers Ross Perot, der Buckles seit 2001 persönlich kannte, garantierte die Regierung der USA im April 2008 im Rahmen einer Ausnahmegenehmigung Buckles eine Begräbnisstätte auf dem Nationalfriedhof Arlington, obwohl er die formalen Voraussetzungen dafür (Träger eines von fünf hohen Orden) nicht erfüllte.